# Pelecotheca paulensis
Pelecotheca paulensis är en tvåvingeart som beskrevs av Townsend 1929. Pelecotheca paulensis ingår i släktet Pelecotheca och familjen parasitflugor. Inga underarter finns listade i Catalogue of Life.